# Трифиодор
Трифиодор  (др.-греч. Τρυφιόδωρος, Tryphiodoros; III – IV век н.э.) – древнегреческий позднеантичный поэт и грамматик.
О его жизни и творчестве известно очень мало. Выходец из Египта. Долгое время считался поэтом «школы Нонна Панополитанского» и его последователем, а время его жизни датировалось концом V - началом VI в. Однако после публикации в 1972 г.  Оксиринхского папируса III в. с несколькими строками поэмы Трифиодора стало понятно, что время его жизни сдвигается в III в., и не Нонн Панополитанский повлиял на Трифиодора, а Трифиодор на Нонна, предвосхитив некоторые его стилистические и метрические новшества. Жил в Египте, ему приписывают несколько эпических произведений, из которых сохранилось только «Взятие Илиона» (или «Разрушение/Захват Трои»), описывающая последние дни Троянской войны. Это небольшая поэма, содержащая 691 стих и основанная на сюжете кратко пересказанной песни Демодока в «Одиссее» Гомера. Поэма начинается с постройки деревянного троянского коня и заканчивается жертвоприношением Поликсены. 
Трифиодор был также автором двух утерянных стихотворений под названием «Марафониака» и «История Гипподамеи».